# Sociaal-conservatisme
Sociaal-conservatisme is een politieke stroming waarin nationale solidariteit en klassensamenwerking (in plaats van klassenstrijd) centraal staat. Het is een stroming van mensen die eeuwenoude sociale en culturele normen kunnen waarderen omdat deze de toets der tijd hebben doorstaan. 
Hierin wijken sociaal-conservatieven af van progressieven, vanwege hun behoudende kijk op pogingen tot sociaal constructivisme. Hiertoe behoren ook sommige morele kwesties, waarover zij dan ook vaak anders denken dan constructivistische progressieven. Sociaal-conservatisme gaat uit van verandering van binnenuit en onderop in plaats van top-down. Ze hechten een groot belang aan het familieleven en geloven in het behoud van de natiestaat als primaire bestuursvorm voor het oplossen van maatschappelijke vraagstukken en zijn realistisch in hun benadering van globale vraagstukken, zoals terrorisme. Sociale ongelijkheid wordt geaccepteerd, mits de rijkere klassen hun sociale verantwoording nemen ten opzichte van de minderbedeelden.
Een voorbeeld van iemand die kan worden gezien als sociaal-conservatief is oud-PvdA-Tweede Kamerlid Jacques Monasch. Qua politieke partij komt in Nederland de BoerBurgerBeweging (BBB) het dichtst in de buurt bij deze stroming. Ook de partijen CDA en Nieuw Sociaal Contract (NSC) noemen zichzelf sociaal-conservatief.